# Климова Ірина Борисівна
Ірина Борисівна Климова (нар. 19 січня 1952, Київ, УРСР) — відомий радянський і український художник і мистецтвознавець, музейний працівник, директор музею Шолом-Алейхема (з 2008 року). Автор статей по темах образотворчого мистецтва і творчості єврейських художників України. Учасник багатьох радянських, українських і зарубіжних виставок. Працювала членом редколегії альманаху Інституту юдаїки «Егупец». Її художні твори зберігаються у наступних музеях і галереях: Національний художній музей України, галерея «RA» (Київ), галерея «Тадзіо», Хасидський музей мистецтв (Нью-Йорк, США), галерея «Батерфляй» (Нью-Джерсі, США)).

## Біографія
Ірина Борисівна Клімова народилася 1952 року в Києві в сім'ї потомствених корінних киян.
З 1976 року працює в галузі промислової графіки, беручи участь у багатьох вітчизняних і зарубіжних виставках. Була учасником численних культурних проектів та ініціатив. Керувала програмою «Агада» в Інституті юдаїки. Є провідним розробником концепції експозиції Музею єврейської та ізраїльської історії і культури в Галицькій синагозі в Києві. Керувала освітньою програмою «Сторінки єврейської історії та культури».
Вела курс «Єврейське образотворче мистецтво» для студентів з ВНЗ країн СНД.
Розробила дизайн серії плакатів для виствки «Голодомор, Голокост, ГУЛАГ — три трагедії на українській землі». Придумала ряд серій єврейських художніх календарів. Працювала консультантом для документального фільму «Назви своє ім'я по буквах».
З 2008 року працює директором Музею Шолом-Алейхема при Музеї історії Києва. Проводить численні виставки в музеї [3] (більше 70), музично-літературні вечори, читає лекції.
Є членом Видавничої ради при Департаменті суспільних комунікацій виконавчого органу Київської міської ради (Київської міської державної адміністрації).

## Персональні виставки
- 1991 — Хасидський музей мистецтв, Нью-Йорк, США[2].
- 1991 — Республіканський Центр «Український дім»[2].
- 1996 — Київський союз художників[2].
- 2002 — Галерея «Тадзіо»[2].
- 2002 — Єврейський культурний центр «Кінор»[2].
- 2007 — «Галерея» 36 ""[2].

Крім цього учстнік численних групових виставок в Україні, США, Великій Британії, Ізраїлі.

## Вибрані публікації
- Климова И. «Прекрасное недолговечна». В творчестве киевских художников Исаака и Розы Рабинович. // «Антиквар». — 2016. — № (99) 11.
- Климова И. «Отображение трагедии Бабьего Яра в изобразительном искусстве». // Научный сборник «Украинско-еврейская встреча» — Канада, 2016.
- Климова И. «Размышления о еврейской символике». Интервью с равом Зеев Мешковым // Альмнах «Изобразительное искусство». — Харьков, 2011.
- Климова И. «Пионер живописного цвета» // «Антиквар». — 2010. — № 7,8 (45).
- Климова И. «Прилетай, воробышек» // «Антиквар». — 2009. — № 10 (36) октябрь.
- Климова И. «Театр Олени Канаровської» // «Файн Арт». — 2009. — № 2-3(7-8).
- Климова И. «Запах субботы на всю неделю» // «Антиквар». — 2008. — № 9 (23). — С. 1003.
- Климова И. «Еврейский календарь» // «Антиквар». — 2008. — № 9 (23). — С. 102—107.
- Климова И. Еврейский календарь II Антиквар. — 2008. — № 9 (23).
- Климова И. Бсамим II. // Антиквар. — 2008. — № 9 (23).
- Климова И. Старинное искусство рейзеле II Антиквар. — 2008. — № 7-8 (21-22). — С. 112—116.
- Климова И. Стаття про художника Когана-Шаца Матвія Борисовича // «Файн Арт». — 2007.
- Климова И. «Старинное искусство рейзеле» // «Антиквар». — 2006. — № 7-8 (21-22). — С. 212—216.
- Климова И. «Если умру — сойду с ума…»: О скульпторе Исааке Иткинде // Єгупєць. — 2006. — № 16. — С. 420—436.
- Климова И. Скульптор Ісаак Якович Іткінд // Єврейське краєзнавство та колекціонування. — К.: Ін-т юдаїки, 2005. — С. 332—343.
- Горбачева И. Артиудаика в Национальном художественном музее Украины. Предисловие И. Климовой // Єгупєць. — 2004. — № 14. — С. 418—426.
- Климова И. Московский гость Гоша Ляховецкий // Єгупєць. — 2003. — № 11. — С. 427—428.
- Климова И. Лучик света у края бездны // Єгупєць. — 2002. — № 10. — С. 348—353.
- Климова И. Евреи в поисках синагоги // Еврейский обозреватель. — 2002. — № 13 (32).
- Климова И. О «Золотом аисте» // Еврейский обозреватель. — 2002. — № 12.
- Климова И. Рисуем людей // Еврейский обозреватель. — 2002. — № 11 (30).
- Климова И. Сны и реальность вечного жиденка // Еврейский обозреватель. — 2002. — № 10(29).
- Климова И. Встречайте — Туровский // Еврейский обозреватель. — 2002. — № 9 (28).
- Климова И. Прогулки 53-го года // Еврейский обозреватель. — 2002. — № 8 (27).
- Климова И. Иерусалим в старых картах // Еврейский обозреватель. — 2002. — № 7(26).
- Климова И. Две створки раковины // Еврейский обозреватель. — 2002. — № 6 (25).
- Климова И. Художник или фотограф // Еврейский обозреватель. — 2002. — № 4(23).
- Климова И. Двадцать лет спустя: О художнике Юлии Шейнисе // Єгупєць. — № 6. — К.: Ін-т юдаїки, 2000. — С. 346—355.
- Климова И. Ответы на вопросы импровизированного зрителя // Єгупєць. — № 5. — К.: Ін-т юдаїки, 1999. — С. 292—299.